# المنظمة الجغرافية الوطنية الإيرانية
المنظمة الجغرافية الوطنية لإيران أو المنظمة الجغرافية الوطنية للقوات المسلحة الإيرانية ( الفارسية: سازمان جغرافیایی ایران أو الفارسية: سازمان جغرافیایی نیروهای مسلح) هي وكالة حكومية إيرانية تابعة لوزارة الدفاع وإسناد القوات المسلحة الإيرانية، والتي أُنشئَت لإعداد معلومات مكانية سريعة ودقيقة للوصول إلى البلاد والمناطق الأخرى المطلوبة للقوات المسلحة الإيرانية.

## التاريخ
تأسست المنظمة الجغرافية الوطنية الإيرانية رسميًا في عام 1951 لإعداد الخرائط ومسح الأنشطة الجغرافية. وبطبيعة الحال، فإن أصل هذه المنظمة الخرائطية وتشكيل فروع المساحة والرسم الخرائطي، كان في عام 1921، وفي سياق تطورها، قامت بمسؤوليات تتوافق مع الاحتياجات والمهام والواجبات التنظيمية. وأخيرًا، حُددَت على أنها المنظمة الجغرافية الوطنية الإيرانية أو المنظمة الجغرافية الوطنية للقوات المسلحة الإيرانية. في الوقت الحالي، تقوم المنظمة الجغرافية الوطنية الإيرانية، بالتعاون مع المركز الوطني الإيراني للخرائط، بإدارة الشؤون المتعلقة بالمسح وإعداد وإنتاج المعلومات المكانية، ولكن الأمور المتعلقة بالخرائط العسكرية والحدود الوطنية والخدمات الجغرافية المطلوبة للقوات المسلحة تتم فقط من خلال المنظمة الجغرافية الوطنية الإيرانية.

## طالع أيضًا
- المركز الوطني لرسم الخرائط في إيران[الإنجليزية]
- وزارة الدفاع ولوجستيات القوات المسلحة (إيران)
- جيولوجيا إيران[الإنجليزية]
- قاعدة بيانات العلوم الجيولوجية الوطنية في إيران[الإنجليزية]

## روابط خارجية
- المنظمة الجغرافية الوطنية الإيرانية على خريطة جوجل
- التنظيم الجغرافي للقوات المسلحة
- أمثلة على الخدمات الجغرافية التي تقدمها المنظمة الجغرافية للقوات المسلحة الإيرانية